# 普益大樓
普益大樓是上海市的一座歷史建築，位於四川中路106-110號。這座建築修建於1921年至1922年，由英國德和洋行設計，外觀是新古典主義風格。普益大樓在竣工當時是普益地產公司所有的建築，現在則由上海電氣集團使用。普益大樓被列入上海市第三批優秀歷史建築名單。